# Antônio Augusto Dias Duarte
Antônio Augusto Dias Duarte (ur. 7 listopada 1948 w Santo André) – brazylijski duchowny katolicki, w latach 2005–2025 biskup pomocniczy Rio de Janeiro.

## Życiorys
Święcenia kapłańskie przyjął 15 sierpnia 1978 jako członek prałatury Opus Dei. Po święceniach został wykładowcą w São Paulo, a następnie przeniósł się do Rio de Janeiro, gdzie początkowo był kapelanem centrów kulturalnych, a od 1986 wykładowcą w instytucie teologicznym. W 1990 został sekretarzem delegatury Opus Dei w Rio de Janeiro.
12 stycznia 2005 papież Jan Paweł II mianował go biskupem pomocniczym archidiecezji Rio de Janeiro oraz biskupem tytularnym Tuscamia. Sakry biskupiej udzielił mu 12 marca 2005 kardynał Eusébio Scheid. 25 lutego 2025 papież Franciszek przyjął jego rezygnację ze stanowiska złożoną ze względu na wiek.